# Wapen van Aarschot

Het wapen van Aarschot sinds 1819.

Het Wapen van Aarschot is het heraldisch wapen van de Belgische stad Aarschot. Hetzelfde wapen is driemaal toegekend: voor het eerst op 15 september 1819 door de Hoge Raad van Adel tijdens het Verenigd Koninkrijk der Nederlanden, de tweede maal op 30 juli 1841, en ten slotte op 8 juli 1986.

## Geschiedenis
Het wapen van Aarschot gaat terug op dat van de graven van Aarschot. De beschrijving van het wapen van dit 12de-eeuws geslacht komt evenwel pas voor in een Kroniek uit de 14de eeuw. Volgens die tekst droegen de graven een zilveren schild met drie fleur-de-lys van sabel, waarvan in het wapen van de stad Aarschot slechts één lelie van werd behouden.  De gouden adelaar achter het schild wordt gedacht een sprekend wapen te zijn, verwijzend naar de verwantschap tussen de woorden "Aarschot" en "Arend".

## Blazoen
Het huidige wapen heeft de volgende blazoenering:
In zilver een lelie van sabel. Het schild getopt met een halve adelaar van goud.— Omschrijving sinds 1986.
Het uitzicht van het wapen is sinds 1819 echter ongewijzigd gebleven. In 1819 werd het omschreven als: "Van zilver beladen met eene zwarte lelie; het schild rustende tegen den arend van goud." Dit wapen werd in 1841 bevestigd in een Koninklijk Besluit, waarin het wapen als volgt werd omschreven:
Eenen zilveren schild, met eenen zwarte leliebloem, den schild gedekt met eenen gulden arend, daeruyt opspringend en met uytgestrekte vleugels.— Leopold I van België, Besluyt N° 1194.